# 目をとじてギュッしよ
「目をとじてギュッしよ」（めをとじてギュッしよ）は、ABCHOのシングル。2012年5月23日にユニバーサル ミュージック合同会社（DELICIOUS DELIレーベル）から発売された。

## 概要
表題曲「目をとじてギュッしよ」は、テレビ東京系アニメ『戦国コレクション』のオープニングテーマ曲。初回生産限定盤（CD+DVD、ジャケットはABCHOの二人の写真）、通常盤（CDのみ、ジャケットは『戦国コレクション』のイラスト）の2形態で発売。

## 収録曲
全曲　作詞：loco2kit、編曲：Konnie-PLASMO'-Aoki+nonSectRadicals

### 初回限定盤
1. 目をとじてギュッしよ
作曲：後藤康二（ck510）
2. 空想ディスコティーク
作曲：HACHIOJI-P
3. 目をとじてギュッしよ（INSTRUMENTAL）
4. 目をとじてギュッしよ（NONSECTRADICALS EXTENDED CHOP VER.）

### 通常盤
1. 目をとじてギュッしよ
2. 空想ディスコティーク
3. 目をとじてギュッしよ（NONSECTRADICALS KOKUKIRI CHOP VER.）
4. 目をとじてギュッしよ（VOCAL ONLY）